# King Cole for Kids
King Cole for Kids è un album (cofanetto contenente 3 dischi da 78 giri in vinile) a nome di The King Cole Trio, pubblicato dalla casa discografica Capitol Records nel luglio del 1948

## Tracce del cofanetto di tre dischi da 78 giri (Capitol Records, DC-89)

### Disco 1
Lato A (25009)
1. Old MacDonald Had a Farm (Voce di King Cole) – 2:40 (Tradizionale) – Registrato il 15 agosto 1947 al Radio Recorders, Hollywood, California

Durata totale: 2:40
Lato B (25009)
1. Kee-Mo Ky-Mo (The Magic Song) (Voce di King Cole) – 2:19 (Roy Alfred, Bob Hilliard) – Registrato il 15 agosto 1947 al Radio Recorders, Hollywood, California

### Disco 2
Lato A (25010)
1. (Go to Sleep) My Sleep Head (Voce di King Cole) – 2:43 (testo: Paul Secon – musica: Larry Coleman) – Registrato il 22 agosto 1947 al Radio Recorders, Hollywood, California

Lato B (25010)
1. Nursery Rhymes (Voce di King Cole) – 2:45 – Registrato il 27 agosto 1947 al Radio Recorders, Hollywood, California

### Disco 3
Lato A (25011)
1. The Three Trees (Voce di King Cole) – 2:40 (testo: Tom McNaughton, Robert Hood Bowers – musica: Robert Hood Bowers) – Registrato il 27 agosto 1947 al Radio Recorders, Hollywood, California

Lato B (25011)
1. There's a Train Out for Dreamland (Voce di King Cole) – 2:35 (Carl Kress, Frederich H. Heider) – Registrato il 22 agosto 1947 al Radio Recorders, Hollywood, California

## Tracce dell'LP (Capitol Records, H-3070)
Lato A
1. Ke-Mo-Ki-Mo (The Magic Song) – 2:19 (Roy Alfred, Bob Hilliard)
2. Old MacDonald Had a Farm – 2:40 (Thomas d'Urfey)
3. (Go To Sleep) My Sleepy Head – 2:43 (testo: Paul Secon – musica: Larry Coleman)
4. Nursery Rhymes (Mary Had a Little Lamb) – 2:45 (Tradizionale)

Lato B
1. The Three Trees – 2:40 (testo: Tom McNaughton, Robert Hood Bowers – musica: Robert Hood Bowers)
2. There's a Train Out for Dreamland – 2:35 (Carl Kress, Frederich H. Heider)
3. Three Blind Mice – 2:33 (Tradizionale) – Registrato il 15 agosto 1947 al Radio Recorders, Hollywood, California
4. I Wanna Be a Friend of Yours – 2:10 (Tradizionale) – Registrato il 15 agosto 1947 al Radio Recorders, Hollywood, California

- Durata brani ricavati dalla compilation su CD del 1991 (18 CD) The Complete Capitol Recordings of The Nat King Cole Trio (Mosaic Records, 138)

## Musicisti
Ke-Mo-Ki-Mo (The Magic Song) / Three Blind Mice / I Wanna Be a Friend of Yours
- Nat King Cole – voce, pianoforte, celeste
- Oscar Moore – chitarra
- Johnny Miller – contrabbasso

Old MacDonald Had a Farm / Nursery Rhymes (Mary Had a Little Lamb) / The Three Trees
- Nat King Cole – voce, pianoforte
- Oscar Moore – chitarra
- Johnny Miller – contrabbasso
- Pinto Calvig – effetti sonori

(Go To Sleep) My Sleepy Head / There's a Train Out for Dreamland
- Nat King Cole – voce, pianoforte, celeste
- Oscar Moore – chitarra
- Johnny Miller – contrabbasso
- Frank DeVol – arrangiamenti, conduttore orchestra
- Harry Bluestone – violino
- Julie Kinsler – strumento a fiato
- Altri componenti orchestra sconosciuti [2]